# ロサリオ惠奈
ロサリオ 恵奈（ロサリオ けいな、1999年〈平成11年〉10月8日 - ）は、日本の元グラビアアイドル。元プラチナムプロダクション所属。香川県出身。

## 略歴
2020年11月14日、令和時代の新しいグラビアアイドルの才能を発掘しようと、大手芸能事務所のエイベックス・マネジメント、フィット、プラチナムプロダクションの3社が共同で開催した日本最大級のグラビアアイドルオーディション『グラビアネクスト2020』」で、準グランプリに選ばれた（受賞時の名前は「モラレスしれな」）。
2020年12月20日、グラビアネクストの受賞で、プラチナムプロダクションに所属が決定。以後、「ロサリオ惠奈」の芸名で2024年2月まで活動した（後述参照）。
2022年6月より、「K-1 GIRLS」のメンバーとして同じ事務所の宮野真菜と共にラウンドガールを務める。
2024年2月29日、同日をもって芸能活動から引退したことを自身のSNSで報告。また、Instagramでは「ロサリオ惠奈」から本名の「しれな」に戻したことを併せて報告した。
2024年3月1日、前年に結婚したことを自身のSNSで報告した。同年3月2日、同年2月2日に第一子を出産したことを自身のInstagramで報告した。

## 人物
- 父はボリビア人、母は日本人。妹はet-アンド-の元メンバーであるモラレスきあら[11]。
- 2020年当時アメリカの大学に通っていたが、コロナ禍の影響で日本に帰国していたところ母親のすすめで前述のグラビアオーディションに応募した[12]。
- 趣味・特技：サーフィン、ゴルフ、映画鑑賞、ラテンダンス。
- 言語：日本語・英語・スペイン語[13]。
- 表記は新字体の「ロサリオ恵奈」も利用している[13]。（SNSでは新字体の利用が多い。）

## 書籍

### 雑誌・新聞・Web連載
- 週刊プレイボーイ2021年 No.31-32 (2021年7月19日、集英社[14][15])
- S Cawaii!特別編集 BODY&MAKE （2021年7月30日、主婦の友インフォス）
- プラチナムSTRiKE! (2021年8月3日、9月30日、主婦の友インフォス)
- ヤンマガWeb 動くグラビアシリーズ‼ ロサリオ惠奈 01-04（2021年9月9日、16日、23日、30日、講談社[16]）
- ヤンマガWeb ロサリオ惠奈 グラビアちゃんはバズりたい 01-04（2021年11月17日、24日、12月1日、12月8日、講談社[17]）
- ヤングマガジン 2022年 No.1 (2021年12月6日、講談社[18][19]) - 瀬山しろ、桜井木穂と3人で表紙

### デジタル写真集
- STRiKE! DIGITAL PHOTOBOOK PETIT 003 「ロサリオ惠奈　あふれでる巨乳を濡らしてみた」(2021年9月30日、主婦の友社[20][21])